# Gephyrellula
Gephyrellula is een geslacht van spinnen uit de  familie van de Philodromidae (renspinnen).

## Soorten
- Gephyrellula paulistana Soares, 1943
- Gephyrellula violacea (Mello-Leitão, 1918)